# لوئیجی وانوکی
لویجی وانوکی (انگلیسی: Luigi Vannucchi؛ ۲۵ نوامبر ۱۹۳۰ – ۳۰ اوت ۱۹۷۸) یک هنرپیشه اهل ایتالیا بود.
از فیلم‌ها یا برنامه‌های تلویزیونی که وی در آن نقش داشته‌است می‌توان به شیطان عاشق اشاره کرد.

## زندگی و حرفه
لوئیجی در کالتانیستا زاده شد و در سال ۱۹۵۲ از آکادمی ملی هنرهای دراماتیک سیلویو دامیکو دانش‌آموخته شد و اندکی بعد وارد شرکت تئاتری ویتوریو گاسمن شد. در سال ۱۹۵۸ وارد شرکت جورجو استرلر شد. از ابتدای دهه ۶۰ میلادی همچنین بسیار فعال به عنوان بازیگر و اغلب در نقش‌های منفی در تلویزیون و در مجموعه‌های موفقی مانند A come Andromeda و I promessi sposi بود. دوران کاری او کمتر پرزا بود، اما اگرچه شامل عنوانهای برجسته‌ای مانند چادر قرمز میخایل کالاتوزوف، ترور تروتسکی اثر جوزف لوزی و سال اول روبرتو روسلینی (که او نقش آلچیده د گاسپری را بازی کرد) بود.

## مرگ
کار پایانی او مجموعه تلویزیونی به نام جانشین پوچ بود که او نقش چزاره پاوزه یک نویسنده مایل به خودکشی را به تصویر می‌کشد. او بعد از مدت کوتاهی از فیلم خودکشی کرد.

## فیلم شناسی برگزیده
- برادران کرسی (۱۹۶۱)
- جانی یوما(۱۹۶۵)
- بالا و پایین (۹۶۵)
- شب‌های فرحبخش (۱۹۶۶)
- شیطان عاشق(۱۹۶۶)
- ببر(۱۹۶۷)
- یادداشت تیفانی (۱۹۶۷)
- چادر قرمز(۱۹۶۹)
- ترور تروتسکی (۱۹۷۲)
- سال اول (۱۹۷۴)
- عشاقی مثل ما (۱۹۷۵)